# 七帝柔道

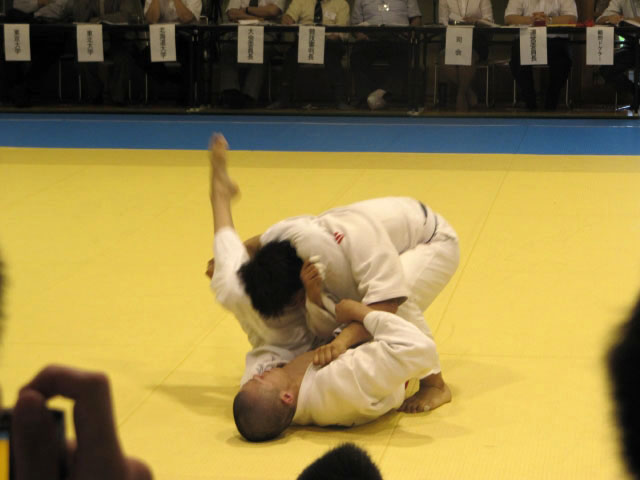
七帝柔道の試合。下から前三角絞めを狙う。

七帝柔道（ななていじゅうどう、しちていじゅうどう、Nanatei-judo、Shititei-judo）は、北海道大学、東北大学、東京大学、名古屋大学、京都大学、大阪大学、九州大学の旧帝大の柔道部で行われている寝技中心の高専柔道の流れを汲む柔道である。七大学柔道、七大柔道とも呼ばれる。

## 概要
七帝柔道はオリンピックや全日本選手権で行われている講道館柔道とは全くルールが異なる、世界唯一の非常に特殊な柔道である。寝技への「待て」がなく寝技重視のルールが大きな特徴である。一方で講道館規定・国際規定より早期に蟹挟が禁止、腕返を一律関節技扱いで投げ技としての無効化、見込み一本の維持などスポーツライクな差別化も行われている。抑込技肩袈裟固・裏固の無効化、高専柔道での新興勢力拓大予科が開発した抑込技横三角固の一時無効化など守旧的な面もある。
傑出した高専柔道の寝技技術は、講道館柔道のみならず、ブラジリアン柔術や総合格闘技、サンボなど他の格闘技にも大きな影響を与えている。寝技技術向上の目的で、柔道と並行して七帝柔道の練習を行っている講道館柔道修行者も少数ながら存在する。
七大学の柔道部は全日本学生柔道連盟（学柔連）に加盟している。1983年、第1回正力松太郎杯国際学生柔道大会で表面化した学柔連対全柔連の日本柔道内紛の際は松前重義、永野重雄ら多くの高専柔道・七帝柔道出身者が学柔連サイドとして活動した。一方、内紛終息後に全日本柔道連盟（全柔連）第4代会長に就いた宗岡正二は東大柔道部出身である。
高専柔道の誕生は1898年（明治31年）、七帝柔道に至るまで100年以上の伝統を誇る。
七帝柔道を行っている七大学の前身は帝国大学のうち京城帝国大学（韓国）と台北帝国大学（台湾）の二校を除く日本本土に設置されていた七大学で、戦前行われていた高専柔道大会を主催していた帝国大学柔道連盟（帝大柔道連盟）である。
戦後の学制改革により旧制高校が消滅したため、高専柔道OBの旧七帝国大学柔道部員たちがルールを引き継いで始めたのが七帝戦、七大戦である。毎年一回、各大学持ち回りで開かれ、七年に一度地元開催となる。
のちに全国七大学総合体育大会（これも通称「七帝戦」、「七大戦」）の一競技になったが、元々はこの柔道の大会だけが行われていた。他の運動部が真似て徐々に定期戦を開きだしたのを統括したものが全国七大学総合体育大会となっている。他の競技は普通のルールで行っているため、総合体育大会とはいっても柔道だけは他の競技とは全く性格を異としている。
この七帝柔道を扱った文学作品に、増田俊也の自伝的小説『七帝柔道記』（角川書店）がある。

## 寝技中心の柔道

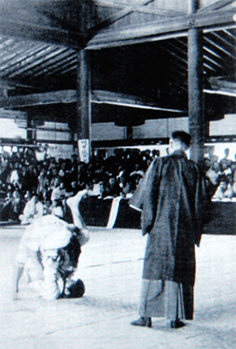
高専柔道大会で新兵器前三角絞めを繰りだす六高選手（1920年代の写真）。七帝柔道は高専柔道以来100年以上の伝統を誇る。

ルールの最も大きな特徴は、寝技において、明らかに進展がないときに審判が「待て」とする規定がないことである。このため寝技が重要な要素となる柔道となっている。1934年の書籍『新柔道 寝技篇』（星崎治名）に掲載された高専柔道の大会規定では「足搦みの形になり変化なきときは之を別れしむ」とあったが、七帝柔道の1982年施行の大会試合審判規定で「待て」が掛けられる状況のリストに、寝技において明らかに進展がないとき、はなく、さらに試合運営に関する申し合わせ事項で1990年から「足がらみ（二重がらみ）による膠着状態については「待て」をかけない。」と合意された。
また、寝技への引き込みが認められている。普通の柔道は投技を掛けてもつれたときのみに寝技への移行が許されているが、七帝柔道では自由に寝技にいける。そのため、試合が始まるや、立技を掛けることなく、どちらかが引き込んで寝技になることが多い（もちろん立技で投げれば投げの一本勝ちも認められるので、立技の強者が活躍することもある）。
このように寝技に特化していったのは、15人戦という多人数のチーム編成のため、各大学とも白帯を多数入部させ部員の半数近くが大学から柔道を始める初心者で占めることも大きな理由であるとされる。寝技は立技よりも天賦の才に左右される部分が少なく、かつ短期間で技術の向上ができるため、高専柔道以来、寝技中心に移行していった。そして寝技の技術が異常に発達していく。例えば後にプロ修斗に転向して活躍する中井祐樹（後述）も大学から柔道を始め、わずか4年間の練習で突出した寝技技術を身に着け、後にヒクソン・グレイシーと戦うようにまでなる。
高校までまったくスポーツ経験のない小柄な選手が、高校時代に実績を残した既成の有名選手を卒業時に実力で抜いてしまうこともよくある。これらは寝技が研究と練習によって進歩できることを証明している。サッカーや野球、テニスなど他のスポーツからの転向組も多く、各大学とも新入部員の３割から５割を柔道未経験組が占める。。
戦後の七帝柔道でも、SRT（スーパーローリングサンダー、遠藤返し）などの新技術が多く開発されている。また寝技技術が傑出しているが立技を禁止しているルールではないので、高校時代に身に着けた立技を武器に戦う選手もいる。そういった選手は寝技でも自信をつけることによって、投げてもつれて倒れた時に相手の下になったりすることを怖がらなくなるため、かえって立技の切れ味が増すという。

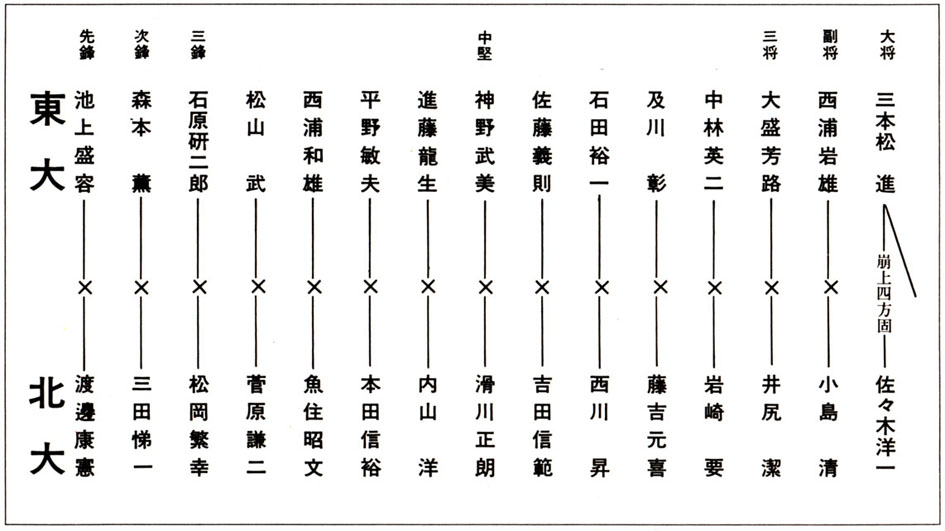
【試合記録の例1】第22回大会準決勝（×印は引分）。東大は七帝史上屈指の超弩級三本松を大将に据える。一方の北大はこの三本松までに何人か抜き、数人がかりで三本松を止める作戦だったが、両校共に譲らず、延々と引き分けが続く。遂に大将決戦となり、北大随一の分け役佐々木洋一が三本松に対するが、引き込み際を捌かれ腕を縛られて崩上に抑えられる。東大はこの勢いをかって決勝で宿敵京大をまたも大将決戦の末に三本松が抑え、優勝した。

試合は15人の団体戦で、勝ったものが勝ち残り、次の人間と戦っていく、いわゆる抜き勝負である。高専柔道と七帝柔道が寝技中心の技術体系になっていったのは、立技（投技）は何かのミスで投げられて失点することがあることもひとつの理由である。
試合時間も一般の柔道のそれより長く、先鋒から3将（13番目の選手）までが6分、副将と大将は8分である。「有効」や「効果」といったポイントはなく、勝負は一本勝ちのみによって決する。1試合終えるのに2時間以上かかる。
寝技で膠着しても審判は「待て」をかけないので、延々と寝技の攻防が続く。「場外」という概念がなく、試合者が会場の縁で攻防していると、主審に「そのまま」と試合を止められ、試合場中央で同じ体勢に組み合って「よし」で試合再開となる。
15人を終えて大将決戦になり引き分けになると、両校が代表選手を選んで出し、8分の代表戦を行う。これも引き分ければまた代表を選び代表戦を延々と繰り返す。何度でも勝負が決するまで繰り返し続けるが、試合会場の使用時間の関係で試合を打ち切る場合がある。昭和39年の第13回大会の決勝戦、北大vs九大がそうであった。この試合は代表戦を繰り返し、延々4時間以上かけて深夜10時を過ぎても決着がつかない死闘となり、大会初の両校同時優勝が決まった。これはもちろん戦後の柔道試合の最長時間記録であった。

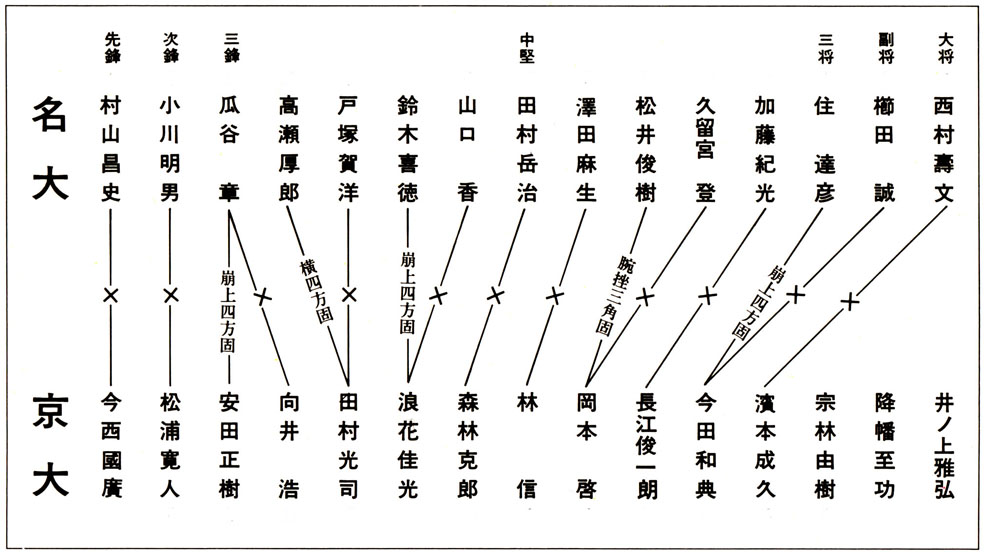
【試合記録の例2】第32回大会決勝（×印は引分）。名古屋大学は三鋒の抜き役瓜谷が粘る安田を試合終了間際に崩上に抑えて次を分け1人リードするが、京大の抜き役陣にじわじわと抜き返される。京大七将の超弩級岡本啓の腕挫三角固で完全に京大ペースに。名大の抜き役陣は必死に攻めるが京大の堅い分け役たちが頑張り抜き、結局3人残しの大差で京大に凱歌が上がった。

## 七帝ルール

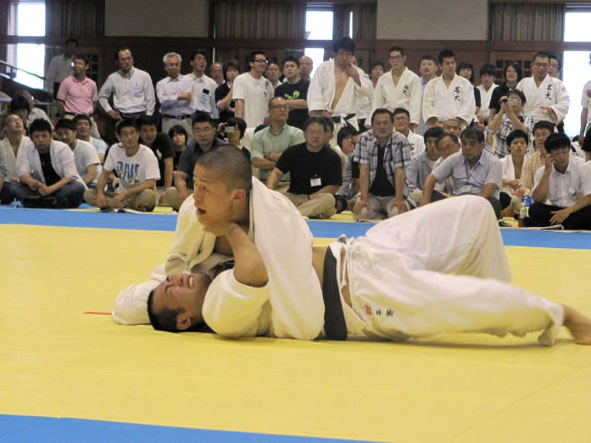
七帝柔道では寝技への引き込みが許されているため、ほぼ全ての試合がはじめから寝技の攻防になる

### 前文
（以下は七帝戦審判規定の前文である）
七大学柔道大会は昭和二十七年に始められた。七大学柔道大会の母体とも云うべきものは、第2次大戦以前から高専柔道大会という形態で行われていた。
七大学は、北海道大学・東北大学・東京大学・名古屋大学・京都大学・大阪大学・九州大学の国立大学で構成されている。
輝かしい伝統を持ち、環境のよく似た大学に在学する七大学柔道部員が一年間研究に研究を重ね鍛えに鍛えた技と力をお互いにぶつけあうために本大会は毎年一回開催される。
本大会を通じて、お互いの切磋琢磨によって、日本の学生柔道を牽引していくような立派な七大学柔道を作り上げていかなければならない。
柔道を学ぶなかで絶えず心身練磨、自己修養を心掛けることはとりもなおさず七大学柔道の発展に寄与することである。
柔道は立技と寝技を同等に修得して初めて完成されるものである。この意味で七大学柔道は、寝技の実力向上を大きな目標としている。本大会において、第3回大会以来「引き込み」を認めているのはこのためである。
また、試合の進行を円滑にし、実力を充分に発揮させるために、場内外の規定を弾力的に運用する。各合試者は本大会の趣旨をよく理解して正々堂々と試合することを心掛けねばならない。

### 審判規定
抜粋
- 国際柔道連盟では1994年までに[26]または1998年[27]に禁止となった蟹挟は「昭和57年（1982年）7月17日より施行」と記載された審判規定で早期から禁止。罰則は「反則負け」。
- 国際柔道連盟ではとることがなく、講道館では男子は1951年から、女子は1995年から原則、とらなくなった[27]肘関節技への見込み一本を取ることがある。

### 申し合わせ事項
抜粋
- 横三角固など国際柔道連盟 (IJF) で認められる新しい形の抑え込みについては、抑え込みとみなさない。（1995年東京大学における主将審判会議）
  - 横三角固は、IJFルールと同様、互いの体の前面を接触させ、取りの臀部が畳から離れた場合は抑え込みと認める。（2005年度大阪大学における事前会議）
- 下からの前三角絞から逆転し馬乗りとなった形の抑え込みは認めない。書籍『高専柔道の真髄』では前三角絞掛けながらの縦四方固は三角絞併用縦四方固として抑込技扱いしている[28]。（2005年年度大阪大学における事前会議での合意事項）
- 肩袈裟固、裏固、その他相手に背を向けたり向かい合っていない抑え方は抑え込みとして認められないが他の抑込技からこれらの体勢に移行した場合、抑え込みは継続する。（2005年年度大阪大学における事前会議での合意事項）
- 講道館ルールでは関節を極めずに投げた場合は投技としてスコアが認められる腕返は投技としてのスコアは認められない。（1990年北海道大学における主将審判会議）

出典:七大学柔道試合審判規定

## 選手の役割とその呼称

### 抜き役と分け役

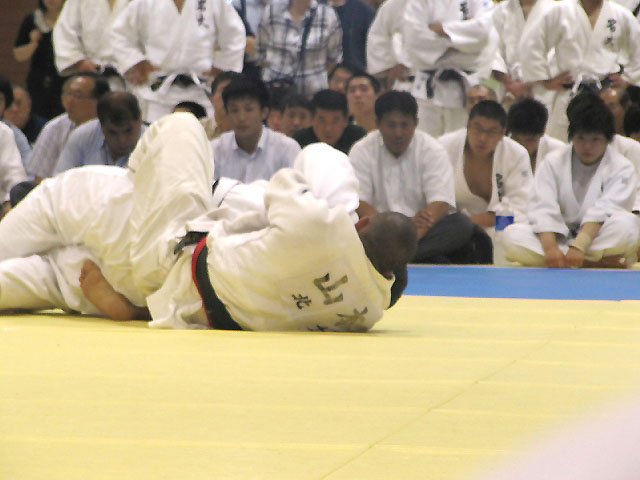
相手のバックについて絞め技を狙う。「寝技膠着によるマテ」がないため延々と攻防が続く

15人の抜き勝負のため、その布陣が勝敗の重要な鍵を握る。
各大学は、試合ごとに、お互いに先鋒から大将までの15人の布陣表を審判部に提出する。こちらの分け役を相手校の抜き役にぶつけると有利に試合を進められるので、ここは両大学の監督の読み合いになる。
各大学は抜き役（相手に勝ちにいく役）と分け役（どんな相手に対しても引き分けにいく）の役割を分けて選手を育ててきているので、一人一人が同じように責任を持つ。抜き役は必ず取らなければいけないし、分け役は必ず引き分けなければならない。
分け役の一引き分けは、つまり抜き役の一勝に相当する。全員がチームのために自分を殺し、その役割に殉ずる。抜き役と分け役には上下関係、つまり上下の区別はまったくなく、共に敬意を払い、互いの役割を果たすことによってチームが勝つのだという意識を共有している。むしろ分け役の方が抜き役よりも重要だという意識が七帝柔道では高い。
七帝柔道はむしろサッカーやアメフト、バスケットボールなどオフェンスとディフェンスの役割分担を持つ球技に近いイメージもある。これが球技から七帝柔道に転向する選手が比較的ルールに馴染みやすい理由の一つとなっている。

### 超弩級
抜き役の中でもとくに強い選手を、巨大戦艦になぞらえて「超弩級」と呼ぶ。
戦前の高専柔道では全日本で優勝した六高（→京都帝大）の野上智賀雄、拓大予科の木村政彦らがいる。日本柔道史上最強とうたわれる木村政彦は、その寝技技術でエリオ・グレイシーの寝技を破った。戦後の七帝戦でも三本松進（東大）、岡本啓（京大）、川西正人（北大）、甲斐泰輔（九大）ら多数いる。

## 優勝記録
（優勝校には文部科学大臣杯と優勝旗が手渡される）
| 回     | 開催年   | 優勝                | 準優勝     | 主管校     |
| ------ | -------- | ------------------- | ---------- | ---------- |
| 第1回  | 昭和27年 | 東北大学            | 京都大学   |            |
| 第2回  | 昭和28年 | 東京大学            | 大阪大学   |            |
| 第3回  | 昭和29年 | 九州大学            | 北海道大学 |            |
| 第4回  | 昭和30年 | 名古屋大学          | 九州大学   |            |
| 第5回  | 昭和31年 | 東京大学            | 東北大学   |            |
| 第6回  | 昭和32年 | 京都大学            | 東京大学   |            |
| 第7回  | 昭和33年 | 大阪大学            | 東京大学   |            |
| 第8回  | 昭和34年 | 京都大学            | 大阪大学   |            |
| 第9回  | 昭和35年 | 東京大学            | 九州大学   |            |
| 第10回 | 昭和36年 | 大阪大学            | 東京大学   |            |
| 第11回 | 昭和37年 | 東京大学            | 九州大学   | 北海道大学 |
| 第12回 | 昭和38年 | 九州大学            | 東京大学   | 九州大学   |
| 第13回 | 昭和39年 | 北海道大学 九州大学 |            | 京都大学   |
| 第14回 | 昭和40年 | 名古屋大学          | 京都大学   | 大阪大学   |
| 第15回 | 昭和41年 | 東京大学            | 北海道大学 | 東京大学   |
| 第16回 | 昭和42年 | 東京大学            | 名古屋大学 | 東北大学   |
| 第17回 | 昭和43年 | 京都大学            | 名古屋大学 | 名古屋大学 |
| 第18回 | 昭和44年 | 京都大学            | 東京大学   | 北海道大学 |
| 第19回 | 昭和45年 | 東京大学            | 京都大学   | 九州大学   |
| 第20回 | 昭和46年 | 大阪大学            | 東京大学   | 大阪大学   |
| 第21回 | 昭和47年 | 京都大学            | 北海道大学 | 京都大学   |
| 第22回 | 昭和48年 | 東京大学            | 京都大学   | 東北大学   |
| 第23回 | 昭和49年 | 京都大学            | 東北大学   | 東京大学   |
| 第24回 | 昭和50年 | 京都大学            | 北海道大学 | 名古屋大学 |
| 第25回 | 昭和51年 | 京都大学            | 東京大学   | 北海道大学 |
| 第26回 | 昭和52年 | 九州大学            | 北海道大学 | 大阪大学   |
| 第27回 | 昭和53年 | 九州大学            | 北海道大学 | 九州大学   |
| 第28回 | 昭和54年 | 北海道大学          | 名古屋大学 | 京都大学   |
| 第29回 | 昭和55年 | 北海道大学          | 名古屋大学 | 東北大学   |
| 第30回 | 昭和56年 | 京都大学            | 名古屋大学 | 東京大学   |
| 第31回 | 昭和57年 | 京都大学 名古屋大学 |            | 名古屋大学 |
| 第32回 | 昭和58年 | 京都大学            | 名古屋大学 | 北海道大学 |
| 第33回 | 昭和59年 | 京都大学            | 東北大学   | 九州大学   |
| 第34回 | 昭和60年 | 京都大学            | 九州大学   | 大阪大学   |
| 第35回 | 昭和61年 | 京都大学 東北大学   |            | 京都大学   |
| 第36回 | 昭和62年 | 京都大学 東北大学   |            | 東北大学   |
| 第37回 | 昭和63年 | 京都大学            | 東京大学   | 東京大学   |
| 第38回 | 平成元年 | 京都大学            | 大阪大学   | 名古屋大学 |
| 第39回 | 平成2年  | 京都大学            | 名古屋大学 | 北海道大学 |
| 第40回 | 平成3年  | 九州大学            | 北海道大学 | 九州大学   |
| 第41回 | 平成4年  | 北海道大学          | 九州大学   | 大阪大学   |
| 第42回 | 平成5年  | 九州大学            | 名古屋大学 | 京都大学   |
| 第43回 | 平成6年  | 名古屋大学          | 東北大学   | 東北大学   |
| 第44回 | 平成7年  | 京都大学            | 北海道大学 | 東京大学   |
| 第45回 | 平成8年  | 京都大学            | 東北大学   | 名古屋大学 |
| 第46回 | 平成9年  | 京都大学            | 東北大学   | 北海道大学 |
| 第47回 | 平成10年 | 東北大学            | 名古屋大学 | 九州大学   |
| 第48回 | 平成11年 | 京都大学            | 東北大学   | 大阪大学   |
| 第49回 | 平成12年 | 京都大学            | 北海道大学 | 京都大学   |
| 第50回 | 平成13年 | 北海道大学          | 名古屋大学 | 東京大学   |
| 第51回 | 平成14年 | 北海道大学          | 東北大学   | 東北大学   |
| 第52回 | 平成15年 | 東北大学            | 九州大学   | 名古屋大学 |
| 第53回 | 平成16年 | 北海道大学          | 東北大学   | 北海道大学 |
| 第54回 | 平成17年 | 九州大学            | 東北大学   | 九州大学   |
| 第55回 | 平成18年 | 東北大学            | 東京大学   | 大阪大学   |
| 第56回 | 平成19年 | 京都大学            | 東北大学   | 京都大学   |
| 第57回 | 平成20年 | 東北大学            | 東京大学   | 東北大学   |
| 第58回 | 平成21年 | 名古屋大学          | 北海道大学 | 東京大学   |
| 第59回 | 平成22年 | 北海道大学          | 名古屋大学 | 名古屋大学 |
| 第60回 | 平成23年 | 名古屋大学          | 北海道大学 | 北海道大学 |
| 第61回 | 平成24年 | 名古屋大学          | 東京大学   | 九州大学   |
| 第62回 | 平成25年 | 東北大学            | 名古屋大学 | 大阪大学   |
| 第63回 | 平成26年 | 大阪大学            | 東北大学   | 京都大学   |
| 第64回 | 平成27年 | 東北大学            | 北海道大学 | 東北大学   |
| 第65回 | 平成28年 | 京都大学            | 大阪大学   | 東京大学   |
| 第66回 | 平成29年 | 東北大学            | 大阪大学   | 名古屋大学 |
| 第67回 | 平成30年 | 京都大学            | 東北大学   | 北海道大学 |
| 第68回 | 令和元年 | 東北大学 大阪大学   |            | 九州大学   |
|        | 令和2年  | コロナ中止          |            |            |
|        | 令和3年  | コロナ中止          |            |            |
| 第71回 | 令和4年  | 北海道大学          | 東北大学   | 東北大学   |
| 第72回 | 令和5年  | 北海道大学          | 九州大学   | 東京大学   |
| 第73回 | 令和6年  | 北海道大学          | 九州大学   | 名古屋大学 |
| 第74回 | 令和7年  | 北海道大学          | 京都大学   | 北海道大学 |

### 京大の10連覇
昭和56年から平成2年まで、京大柔道部が10連覇した。当時はアメフト部が人気で、高校で柔道の実績がある重量級を軒並みさらわれ、柔道部は小型化していたが、その中での10連覇は偉業である。抜き役にそれほど目立った選手はいなかったが、絶対的な分け役を多数揃え、失点を抑えることによって優勝を続けた。

### 東大の脱退
京大の快進撃が続く中、東大が寝技重視の七帝ルールに異議をとなえ、国際ルールへの転換を言い出した。これに阪大も傾きかけたが、京大・名大を中心に北大・東北大・九大はこの東大提案をはねつけた。
毎年のようにこのルール問題が討議された。東大は実際に練習を普通の大学のように立ち技偏重へと転換し、強力な立技を持つ新入生の多数が入部し、ますます国際ルールに傾いていく。そして、まず京大との定期戦が中止となった。
東大は平成3年、ついに脱退する事態にいたった。その後、平成13年東京大会から東大は復帰し、伝統の東大vs京大の定期戦も復活している。

## 各大学の特色

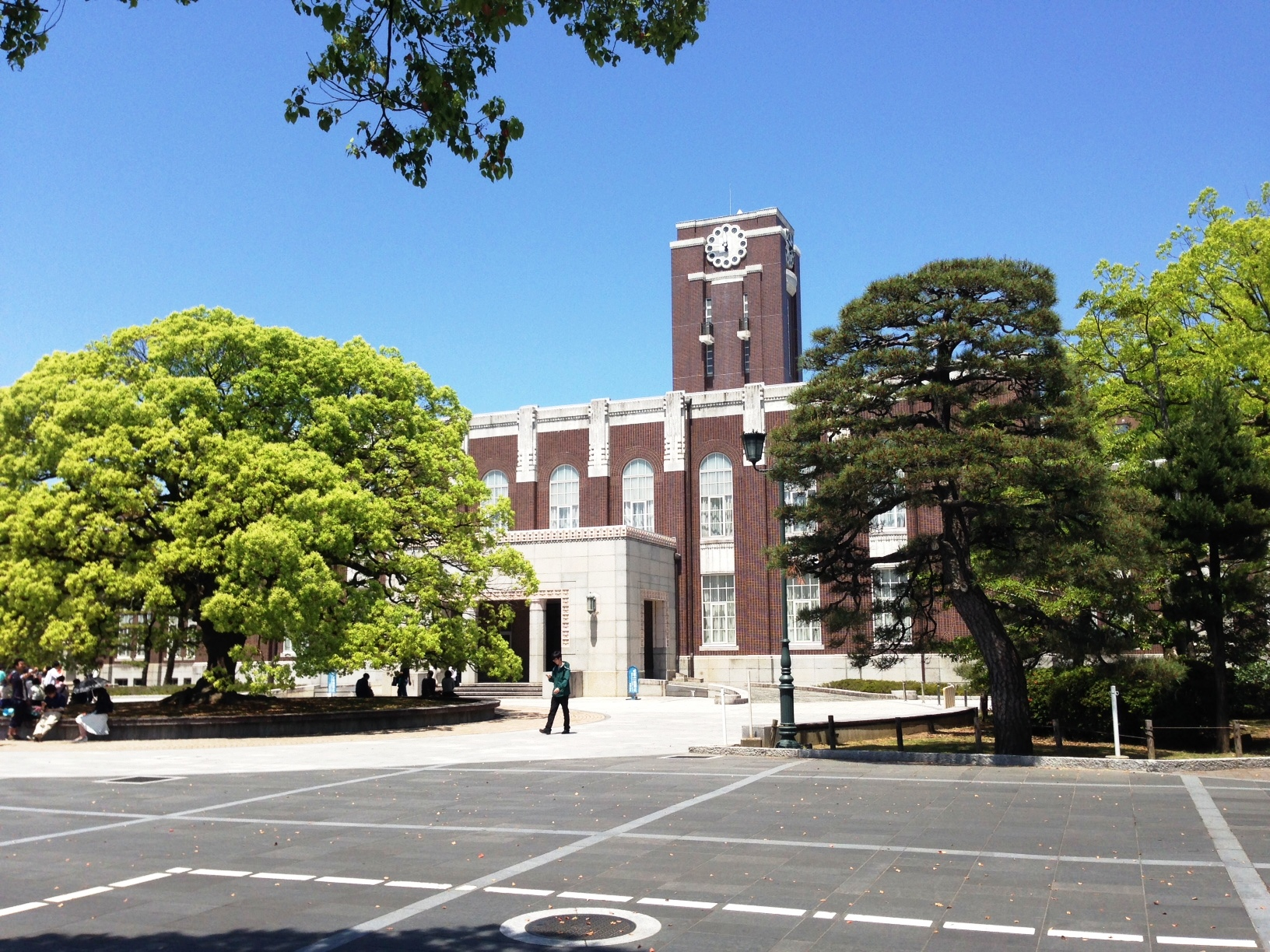
七帝柔道の名門、京大

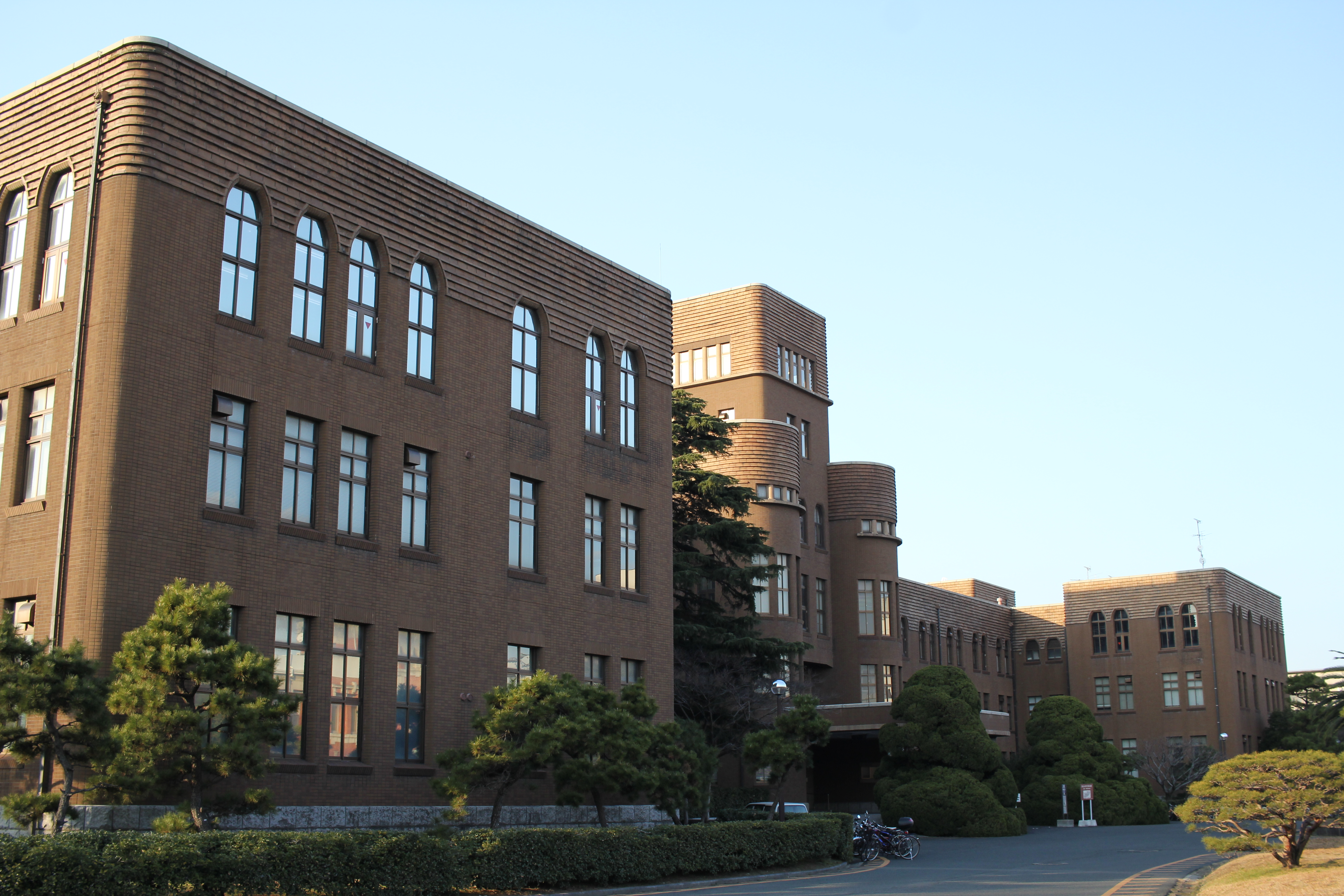
西日本の雄、九大

北海道大学

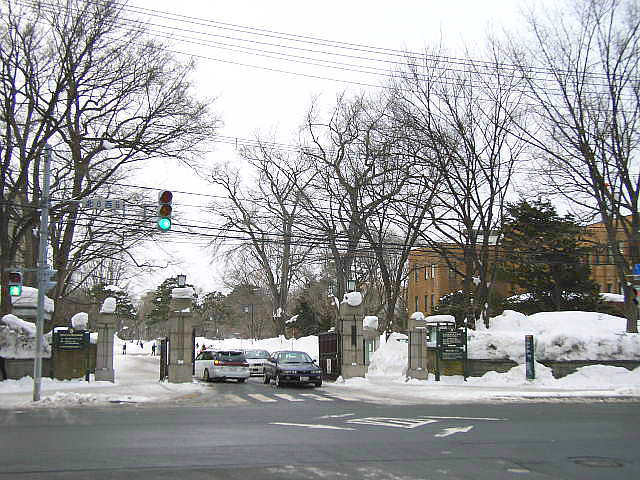
雪の北大正門

全学生数の6〜7割程度を道外出身者が占めており、柔道部員についても道外出身者大勢である。
かつて重量級が多く、インターハイ選手も多くいたので他大学の脅威だったが、今は中量級の選手が多い。戦前、北大予科が高専大会で全国制覇するなど長い伝統を持っており、戦後になってもプロ格闘家の中井祐樹や山下志功が輩出している。
東北大学
中量級、重量級に強者を多く輩出。京大に次ぐ優勝回数を誇り、準優勝、第３位も多い。
昭和61年、昭和62年には、好選手をそろえ、当時無敵だった京大と2年連続して決勝を争い、代表戦を繰り返したがそれでも決着つかず両校優勝となった。旧制二高が小田常胤師範のもと寝技の強化をはかった歴史を持っており、近年でも常に優勝争いに加わる名門。初心者で入部した選手が超弩級選手になることもよくある。
東京大学

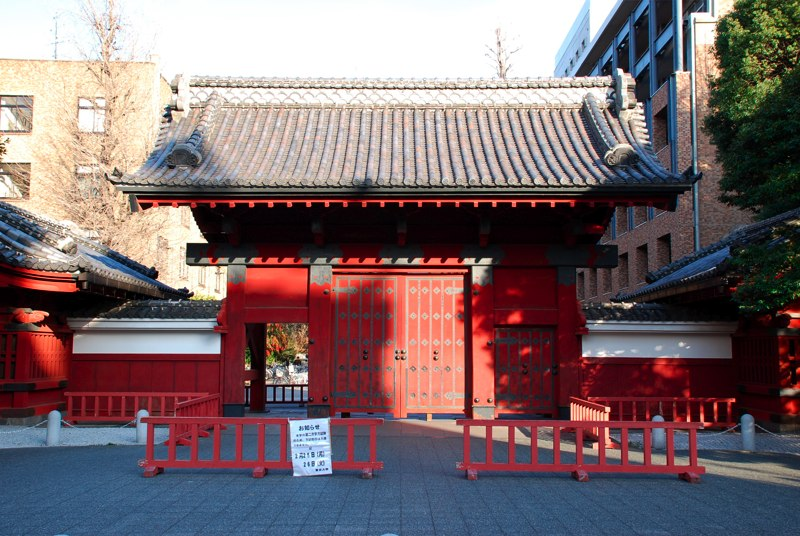
東大の赤門

昭和の終わりから一時、立ち技主体に切り替え、七帝戦の台風の目となった。
今ではコーチに寝技の名手柏崎克彦（国際武道大学教授）を招き、ふたたび寝技を強化している。
京都大学とは宿命のライバルで東大vs京大の伝統の定期戦も毎年戦われている。東京という地の利を生かした先進的な技術開発は他校の追随を許さない。
名古屋大学
岡野好太郎、小坂光之介と、有名な師範が続き、寝技の伝統は随一。
基本に則った手堅い下からの寝技、上からのアグレッシブな寝技は他6大学の脅威となっている。白帯でも卒業時には素晴らしい選手に育てる選手育成法で昔から知られている。
小坂師範は井上靖の『北の海』に出てくる豪傑大天井のモデル。
京都大学
10連覇を含め最多優勝を誇る名門。
もともと高専柔道大会をはじめに主催したのはこの京都大学（京都帝大）だった。講道館の嘉納治五郎館長が京都帝大を直接何度も訪れて「引き込み禁止」のルールに変更するように要望したが、京都帝大は頑としてそれに応じなかった。七帝柔道のリーダー的存在。
人気の京大アメフト部に高校での柔道経験者を横取りされ、中量級と軽量級が主体だが、七帝一の練習量で常に優勝争いに食い込む。
大阪大学
一時期、東大に追随して立ち技に走りかけたが、今は寝技中心に戻った。
毎回良い選手を揃え、超弩級選手を抱える年には好成績を上げている。ブラジリアン柔術で実績を上げ続ける入來晃久はこの阪大が輩出した強者。
九州大学
武道王国九州の王者。
九州各県の強豪選手が集まる。何年かに一度、怪物選手が現れる。特に地元福岡開催の時に強く、試合会場が飛行場に近いため「飛行機が一機降りるたびに一人抜く」という伝説があるという。
のちに師範は修猷館高校教諭時代に多くの強豪を育て、七帝大に送り込んでいる奥田義郎が就いた。岡野功に寝技で勝ち、佐藤宣践をも試合で絞め落とした伝説の寝技師である。

## 中井祐樹

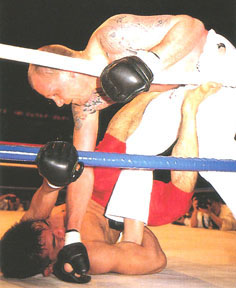
バーリトゥードジャパンオープン95でゴルドーの上からのパンチに耐えながら脚関節を狙い続ける中井祐樹

バーリトゥードジャパンオープン95でジェラルド・ゴルドーと死闘を演じ、右目を失明しながら勝った伝説の初代修斗ウェルター級（のちのライト級）チャンピオンの中井祐樹は北海道大学柔道部の出身である。
白帯で入部した中井だが、練習量と精神力で粘り強い寝技を身に着け、超弩級選手としてならし、4年生の最後の七帝戦で優勝を遂げると北大を中退してプロに転向した。
中井はブラジリアン柔術に転向し、日本ブラジリアン柔術連盟会長に就いた。
七帝柔道出身の格闘家にはプロ修斗の山下志功（北大OB）、大賀道場の大賀幹夫（九大OB）、チームレグナムの入來晃久（阪大OB）らがいる。

## 著名な出身者
- 堂垣内尚弘（北大予科→北海道帝国大学）
- 正力松太郎（旧制四高→東京帝国大学）
- 永野重雄（旧制六高→東京帝国大学）
- 松前重義（旧制官立熊本工業→東北帝国大学）
- 井上靖（旧制四高→九州帝国大学、のち京都帝国大学へ）
- 高木秀夫（物理学者）（京都大学）
- 古賀正（東レ会長）（東京大学）
- 甘粕忠男（三菱電機社長）（東京大学）
- 眉村卓（大阪大学）
- 橋本徹（東京大学）
- 若林正俊（東京大学）
- 児嶋真平（京都大学）
- 中山一（日本イリジウム社長）（京都大学）
- 冲永壮一（帝京大学学長）（東京大学）
- 皇紀夫（教育学者）（京都大学）
- 佐々木義之（動物遺伝学者）（京都大学）
- 青木繁（新日鐵常務）（九州大学）
- 中村順一（中村記念病院院長）（北海道大学）
- 長広正臣（宇部興産社長）（京都大学）
- 福井仁士（九州大学）
- 片山虎之助（東京大学）
- 松田昌士（北海道大学）
- 末岡淳男（知能機械工学者）（九州大学）
- 阿部敏夫（日清紡都市開発社長）（東京大学）
- 小城春雄（鳥類学者）（北海道大学）
- 大西章夫（中央信託銀行副社長）（東京大学）
- 三浦計治（中小企業総合研究機構理事長）（東京大学）
- 神津善三郎（中国化薬社長）（東京大学）
- 井上俊（京都大学）
- 二村雄次（名古屋大学）
- 鈴木真悟（警察庁科学警察研究所）（名古屋大学）
- 足立盛二郎（東京大学）
- 小菅正夫（北海道大学）
- 佐藤信秋（京都大学）
- 原田義昭（東京大学）
- 林則清（東京大学）
- 宗岡正二（東京大学）
- 唐池恒二（京都大学）
- 近石康宏（愛知県警本部長・大阪府警本部長・全柔連専務らを歴任）（東京大学）
- 秋野豊（北海道大学）
- 松原隆一郎（東京大学、ただしOBではなく柔道部長）
- 増田俊也（北海道大学）
- 中井祐樹（北海道大学）
- 森田浩介（九州大学）

## フランス柔道連盟との交流
2017年から高専柔道の流れをくむ柔道として、フランス柔道柔術剣道及び関連武道連盟（フランス柔道連盟）と交流している。読売新聞によるとフランス柔道連盟幹部が、2018年にも高専柔道のルールを8割方取り入れた（柔道の）世界寝技選手権を開催したい、と2017年に述べている。七大学柔道フランス派遣実行委員会によるとその大会はIJF主催ではある。しかし、ルールは、立姿勢から開始し一本は寝技のみで立技は無し、となっており、この部分はフランス柔道連盟が加盟する国際柔術連盟（JJIF）のフランス柔道連盟が主催大会も開催している寝技柔術（別名ブラジリアン柔術）と一致するものとなっている。

## 註
1. ↑  高専柔道の「高専」とは戦後の学校教育法による高等専門学校ではなく、旧制高校・大学予科・旧制専門学校を包括した呼び名。
2. ↑  『国立七大学柔道戦史』（京大学士柔道会）
3. ↑  『ゴング格闘技』評論（松原隆一郎・増田俊也・柳澤健ら）
4. ↑  『高専柔道の真髄』（高専柔道寝技研究会編）など。
5. ↑  『闘魂』（湯本修治）など。
6. ↑  全国七大学柔道大会パンフレット前文など。
7. ↑  旧制高校は帝国大学進学前の予備教育機関としての性格を持ち、戦前は旧制高校卒業者には帝国大学入学が実質的に保証されていた。
8. 1 2  『木村政彦はなぜ力道山を殺さなかったのか』（増田俊也）
9. 1 2  全国七大学総合体育大会HPなど。
10. ↑  全国七大学総合体育大会HP
11. ↑  星崎治名『新柔道 寝技篇』秋豊園、日本、1934年1月1日、110頁。NDLJP:1211688/83。
12. ↑  rkoji (2017年9月3日). “七大学柔道大会試合審判規定” (pdf). 東京大学運動会柔道部公式サイト. pp. 2-3. 2024年9月23日閲覧。
13. ↑  rkoji (2017年9月3日). “七大学柔道大会試合審判規定” (pdf). 東京大学運動会柔道部公式サイト. p. 7. 2024年9月23日閲覧。
14. ↑  全国七大学柔道優勝大会パンフレット前文
15. ↑  『北の海』（井上靖）、『七帝柔道記』（増田俊也）など。
16. ↑  『青春を賭ける一つの情熱』（井上靖）、『木村政彦はなぜ力道山を殺さなかったのか』（増田俊也）など。
17. ↑  『VTJ前夜の中井祐樹』（イースト・プレス）
18. ↑  以上『闘魂』（湯本修治）、『北の海』（井上靖）、『七帝柔道記』（増田俊也）など。
19. ↑  『ゴング格闘技』報道、評論。松原隆一郎HPなど。
20. ↑  『ゴング格闘技』（鼎談・京大柔道部の奇跡）松原隆一郎×京大OBなど。
21. ↑  『木村政彦はなぜ力道山を殺さなかったのか』（増田俊也）、『第六高等学校柔道部史』など。
22. ↑  『七帝柔道記』（増田俊也）、『ゴング格闘技』『月刊秘伝』ニュース報道、『週刊文春』『週刊ポスト』など。
23. 1 2  “七大学柔道試合審判規定 第6回修正版”. 東京大学運動会柔道部公式サイト 赤門柔道 (2016年4月25日). 2019年4月18日閲覧。
24. ↑  国立七大学柔道優勝大会ルールより
25. ↑  『国立七大学柔道戦史』（京大学士柔道会編）、『北大柔道』『九大道友会会報』など。
26. ↑  若林太郎「全日本柔道選手権大会」『格闘技通信』第9巻第14号、ベースボール・マガジン社、1994年6月23日、120頁。「国際ルールでは禁止」
27. 1 2  小俣幸嗣、松井勲、尾形敬史『詳解 柔道のルールと審判法』大修館書店、2004年8月20日。ISBN 4-469-26560-8。
28. ↑  高専柔道技術研究会『高専柔道の真髄』原書房、2003年11月。ISBN 978-4562037056。
29. ↑  以上『北の海』（井上靖）、『七帝柔道記』（増田俊也）など。
30. ↑  以上『闘魂』（湯本修治）、『七帝柔道記』（増田俊也）など。
31. ↑  以上『ゴング格闘技』評論、『七帝柔道記』（増田俊也）など。
32. ↑  以上『ゴング格闘技』評論（松原隆一郎）など。
33. ↑  以上の項目『国立七大学柔道戦史』、『ゴング格闘技』評論、ニュース原稿。『月刊秘伝』評論、ニュース原稿など。
34. ↑  以上『VTJ前夜の中井祐樹』、『ゴング格闘技』ニュース原稿など。
35. 1 2  下山博之「「高専柔道」指導者交流 寝技の極意 仏に伝道」『読売新聞夕刊』、読売新聞東京本社、2017年6月16日。
36. ↑  “第二回全国七大学柔道選手団フランス派遣事業”. 七大学柔道フランス派遣実行委員会. 2019年11月2日閲覧。